# Hinneryds landskommun
Hinneryds landskommun var en tidigare kommun i Kronobergs län.

## Administrativ historik
Den 1 januari 1863 började kommunalförordningarna gälla och då inrättades cirka 2 500 kommuner (städer, köpingar och landskommuner), tillsammans täckande hela landets yta.
I Hinneryds socken i Sunnerbo härad i Småland inrättades då denna kommun. Landskommunen uppgick 1952 i Traryds köping, vilken i sin tur 1971 uppgick i Markaryds kommun.

## Politik

### Mandatfördelning i Hinneryds landskommun 1942-1946
| 1 | 14 |

| 15 |

| 1 | 14 | 3 | 1 |

| 19 |